# Dustwand
Dustwand (perski: دوستوند) – wieś w zachodnim Iranie, w ostanie Kermanszah. W 2006 roku miejscowość liczyła 298 mieszkańców w 69 rodzinach.